# Psie Głowy
Psie Głowy (niem. Hundskopf) – wieś sołecka w Polsce położona w województwie zachodniopomorskim, w powiecie drawskim, w gminie Czaplinek. W latach 1975–1998 miejscowość administracyjnie należała do województwa koszalińskiego. W roku 2007 wieś liczyła 81 mieszkańców.
Osada wchodząca w skład sołectwa: Studniczka.

## Geografia
Wieś leży ok. 7 km na południe od Czaplinka, ok. 2 km na wschód od drogi wojewódzkiej nr 177, nad jeziorem Nawsie (kąpielisko).